# Silvano Herminio Pedroso Montalvo

Silvano Herminio Pedroso Montalvo (Cárdenas, 25 de abril de 1953) es un sacerdote y obispo cubano que se desempeña como Obispo de Guantánamo-Baracoa.  

## Biografía
Nació en Cárdenas, Diócesis de Matanzas (Cuba) el 25 de abril de 1953, siendo bautizado en 1961.
Su padre Silvano (católico), médico de profesión y su madre Catalina (bautista), junto a su abuela materna inculcaron desde su niñez el amor a Dios. 
Se licenció en Geografía en la Universidad de La Habana,  trabajó en esa profesión en el Instituto de Planificación Física de Las Tunas (1979–1982). 
Ingresó en 1987 al Seminario Mayor Teológico de San Carlos y San Ambrosio de La Habana. El 9 de enero de 1995 recibió el diaconado, incardinándose en la Arquidiócesis de San Cristóbal de La Habana, donde fue ordenado presbítero por el Emmo. Sr. Cardenal Jaime Lucas Ortega y Alamino el 12 de junio del mismo año en la Catedral de La Habana.

## Episcopado

### Obispo de Guantánamo-Baracoa
Nombramiento 
“El Santo Padre ha nombrado obispo de Guantánamo-Baracoa (Cuba) al Rev.do Silvano Pedroso Montalvo, del clero de la archidiócesis de San Cristóbal de La Habana, hasta ahora párroco de Nuestra Señora del Pilar en La Habana”, hecho público por la Santa Sede el 29 de marzo de 2018.
A los 23 años de su sacerdocio, el 24 de marzo de 2018, víspera del domingo de Ramos, el Nuncio de su Santidad en Cuba Arzobispo Giorgio Lingua le comunica el nombramiento que había recibido por parte del Papa Francisco. 
Su ordenación episcopal como obispo de la Diócesis de Guantánamo-Baracoa, tuvo lugar el domingo 27 de mayo de 2018 en la Catedral de San Cristóbal de La Habana. Fue ordenado por el Emmo. Sr. Cardenal Jaime Lucas Ortega y Alamino, de San Cristóbal de La Habana, como consagrador principal el Arzobispo Monseñor Juan de la Caridad García Rodríguez, de San Cristóbal de La Habana; co-consagrador Arzobispo Monseñor Dionisio Guillermo García Ibáñez, Arquidiócesis de Santiago de Cuba y el Obispo emérito de San Cristóbal de La Habana Monseñor Alfredo Víctor Petit Vergel. 
El prelado tomó posesión de la Diócesis de Guantánamo-Baracoa el 9 de junio de 2018, la celebración tuvo lugar en la Catedral de Santa Catalina de Ricci, acompañado por Monseñor Giorgio Lingua, Nuncio Apostólico de la Santa Sede ante el gobierno cubano y por Juan de la Caridad García Rodríguez y Dionisio García Ibáñez, Arzobispos de La Habana y Santiago de Cuba respectivamente.
Su lema de episcopado es: “Ámense como yo les he amado” (Jn 13,34)

## Trayectoria
Durante su vida sacerdotal, El padre Silvano ha ocupado los siguientes cargos en la Arquidiócesis habanera: 
- Su primera comunidad, la de San Felipe Neri (Quivican) recién ordenado en 1995, contaba 42 años;
- Párroco de la Iglesia Parroquial de los Santos Apóstoles Felipe y Santiago en Bejucal;
- Párroco de la Iglesia Parroquial de San Pedro en Quivicán;
- Párroco de las parroquias de San Julián, y Nuestra Señora del Rosario de Melena del Sur;
- Párroco de la Iglesia Parroquial de Santa Catalina Mártir en Güines;
- Responsable diocesano de pastoral vocacional;
- Sacerdote de la Parroquia de Santa Catalina de Siena, y Director de la Casa Sacerdotal de San Juan María Vianney, en La Habana.

En el momento de su nombramiento y desde 2013 era Párroco de la Iglesia Parroquial de Nuestra Señora del Pilar, La Habana.